# طوطی سفید
طوطی سفید یا نوک‌روشن (نام علمی: Licmetis) نام یک زیرسرده از سرده طوطی‌کاکلی‌های سفید است.

## گونه‌ها
- طوطی سفید نوک‌دراز، Cacatua (Licmetis) tenuirostris
- طوطی سفید غربی، Cacatua (Licmetis) pastinator
  - طوطی سفید مویر، Cacatua (Licmetis) pastinator pastinator
  - طوطی سفید بوتلر، Cacatua (Licmetis) pastinator butleri
- طوطی سفید کوچک، Cacatua (Licmetis) sanguinea
- طوطی‌کاکلی زیردم‌سرخ، Cacatua (Licmetis) haematuropygia
- طوطی سفید تانیمبار، Cacatua (Licmetis) goffiniana
- طوطی‌کاکلی سلیمان، Cacatua (Licmetis) ducorpsii